# Drillactis leucomelos
Espèce
Drillactis leucomelos est une espèce de la famille des Edwardsiidae.

## Systématique
Le nom valide complet (avec auteur) de ce taxon est Drillactis leucomelos (Parry, 1951).
L'espèce a été initialement classée dans le genre Edwardsia sous le protonyme Edwardsia leucomelos Parry, 1951.
Drillactis leucomelos a pour synonymes :
- Drillactis leucomelas
- Drillactis leucomeles
- Edwardsia leucomelos Parry, 1951

## Publication originale
- Parry, G. (1951). The Actiniaria of New Zealand. A check-list of recorded and new species a review of the literature and a key to the commoner forms Part I. Records of the Canterbury Museum, 6(1): 83-119